# Georg Heinrich Pertz
Georg Heinrich Jakob Pertz, född 28 mars 1795 i Hannover, död 7 oktober 1876 i München, var en tysk historiker.
Pertz innehade befattningar vid kungliga arkivet i Hannover, men ådrog sig även tidigt preussiske ministern Heinrich Friedrich Karl vom und zum Steins uppmärksamhet och fick av denne i uppdrag att leda utgivandet av "Monumenta Germaniæ Historica" (1826 och senare). Han utgav till största delen själv källorna för den karolingiska tiden samt redogjorde i "Archiv der Gesellschaft fur ältere deutsche Geschichtskunde" (band 5-14, 1824–1872) för dessa arbeten och sin forskning i tyska och främmande handskriftssamlingar. År 1842 kallades han såsom kunglig överbibliotekarie till Berlin med titel av geheime överregeringsråd och valdes till ledamot av vetenskapsakademien där . År 1873 trädde han tillbaka från överbibliotekarietjänsten och 1875 från sin självständiga ledning av arbetet med "Monumenta".  Han var sedan 1833 korresponderande ledamot av Samfundet för utgivande av handskrifter rörande Skandinaviens historia.